# Ascorhynchus dietheus
Ascorhynchus dietheus is een zeespin uit de familie Ascorhynchidae. De soort behoort tot het geslacht Ascorhynchus. Ascorhynchus dietheus werd in 2002 voor het eerst wetenschappelijk beschreven door Child. 